# Komórki VETO
Komórki VETO – komórki, które potrafią wprowadzić limfocyty T (nabywające ekspresję Fas), rozpoznające je, w stan anergii, a nawet zabić.
Najprawdopodobniej komórki z cząsteczką FasL, a więc:
- keratynocyty,
- komórki dendrytyczne,
- komórki nabłonka tarczycy,
- komórki mikrogleju,
- komórki nerwowe,
- niektóre komórki nowotworowe.

Nie można im przypisać charakterystycznych markerów, gdyż nie wydzielono dotychczas jednolitej populacji komórek VETO.